# Marilyn vos Savant
Marilyn vos Savant (n. 11 august 1946, Saint Louis, Missouri; născută "Marilyn Mach") este o cronicară la reviste americane, autoare, lector, și dramaturgă care a devenit mai cunoscută în 1990 prin înscrierea ei în Guinness World Records ca femeia cu cel mai înalt punctaj "IQ".  Din 1986 ea a scris articole în "Ask Marilyn", o coloană duminicală în revista Parade, în care ea a rezolvă puzzle-uri și răspunde la întrebări din domenii varietate puse de cititorii revistei.